# Museo Artequin
El Museo Artequin es un museo chileno de carácter interactivo, inaugurado en 1992 y que está instalado en el Pabellón París, ubicado en la comuna de Estación Central en la ciudad de Santiago.
A través de reproducciones de obras representativas de la pintura occidental, se pretende que los visitantes del museo conozcan los aspectos más relevantes de los diversos movimientos artísticos y profundizar en su historia.
Su colección está compuesta por reproducciones fotográficas de obras universales representativas del siglo XV al XX.
Es una corporación sin fines de lucro. Sus socios fundadores son la Ilustre Municipalidad de Santiago, Empresas El Mercurio y Empresas CMPC

## Edificio
El museo es el edificio originalmente instalado en el Pabellón París,construido en 1889 en Francia, con el fin de representar a Chile en la Exposición Universal de París que se celebró en el centenario de la toma de la Bastilla, que dio inicio a la Revolución Francesa. Luego de la exposición en la capital francesa, fue desmontado y embarcado a Valparaíso, y luego transportado a Santiago. Fue rearmado en 1894 en la Quinta Normal, para albergar la Exposición de Minería y Metalurgia, realizada ese mismo año. Una vez terminada, fue destinado para el uso de diversas instituciones.
Desde 1968 a 1992 fue ocupado por el Museo Nacional Aeronáutico y del Espacio. 
El edificio fue declarado, en 1986, "Monumento Histórico Nacional" por el Ministerio de Educación de Chile.